# Stéphan Bignet
Stéphan Bignet (29 de junho de 1971) é um triatleta profissional francês. 

## Carreira

### Olimpíadas
Stéphan Bignet disputou os Jogos de Sydney 2000, terminando em 31º lugar com o tempo de 1:51:12.15. 